# فيل سايمور (لاعب كرة قدم أمريكية)
فيل سايمور (بالإنجليزية: Phil Seymour)‏ هو لاعب كرة قدم أمريكية أمريكي، ولد في 17 ديسمبر 1947 في ديترويت في الولايات المتحدة، وتوفي في 5 يونيو 2013.